# Jeziorność
Jeziorność – stosunek powierzchni jezior do ogólnej powierzchni analizowanego obszaru. Wskaźnik ten podawany jest w procentach.
W ujęciu kartograficznym oblicza się odsetek jezior w polach podstawowych, najczęściej w kwadratach o boku 10 km. Obliczony wskaźnik stanowi następnie podstawę do interpolacji.
Podobnym, lecz rzadziej używanym wskaźnikiem jest gęstość występowania jezior na jednostkę powierzchni. Stosowany jest głównie do obliczania gęstości występowania jezior o określonych parametrach, na przykład o powierzchni powyżej 10 km².